# Poúntes
Poúntes (Pountes) är en ort i Grekland.   Den ligger i prefekturen Nomós Sámou och regionen Nordegeiska öarna, i den östra delen av landet, 290 km öster om huvudstaden Aten. Poúntes ligger 180 meter över havet och antalet invånare är 123. Den ligger på ön Samos.
Terrängen runt Poúntes är lite kuperad. Havet är nära Poúntes åt sydost.Runt Poúntes är det ganska tätbefolkat, med 124 invånare per kvadratkilometer. Närmaste större samhälle är Pythagoreion, 2,2 km sydväst om Poúntes. 